# Масковая иволга
Масковая иволга (лат. Oriolus larvatus) — вид певчих птиц семейства иволговых.
Птица гнездится в большей части Африки южнее Сахары от Южного Судана и Эфиопии на севере до Южной Африки на юге. Населяет сухие тропические леса, особенно заросшие акацией и широколиственные леса, и густые участки кустарников, где её можно скорее услышать, чем увидеть, несмотря на яркость её оперения.
Имеет очень яркий внешний вид с ярко-жёлтой окраской тела контрастирует с чёрной головой и телесного цвета клювом.
Птица питается ягодами и крупными насекомыми, а молодые птицы поедают гусениц.
Гнездо, построенное из травы, коры и веток, располагается среди ветвей дерева на высоте около 10 метров над землёй. Самка откладывает в среднем 2-3 яйца.